# 체스 용어 목록
다음은 체스 용어 목록이다.

## 표기 방식
```
* 
용어
(terminology)
  용어 설명
```

바로가기:
가 나
다 라
마 바
사 아
자 차
카 타
파 하

## 가
- 갬빗(Gambit)

- 게임 스코어(Game score)

스코어 시트
- 그랜드마스터(GM,Grandmaster)

국제 체스 연맹에 의해 부여되는 체스 선수의 최상위 칭호이다.
- 굿 비숍(Good bishop)

- 그랜드마스터 무승부(Grandmaster draw)

- 그릭 기프트 세크리파이스(Greek gift sacrifice)

## 나
- 나이트(Knight)

피스의 하나이다.
- 나이트 폰

나이트 파일에 위치한 폰
- 놈(Norm)

- 노벨티(Novelty)

## 다
- 다크 스퀘어(Dark squares)

- 다크-스퀘어 비숍(Dark-square bishop)

- 데드 드로우(Dead draw)

- 디펜스(Defence)

- 디플렉트(Deflect)

- 데몬스트레이션 보드(Demonstration board)

- 디스크립티브 노테이션(Descriptive notation)

- 디코이(Decoy)

- 데스페라도

- 디스커버드 어택(Discovered attack)

- 디스커버드 체크(Discovered check)

- 디벨롭(develop)

- 다이애거널(Diagonal)

- 도미네이션(Domination)

- 더블 어택(Double attack)

- 더블 체크(Double check)

- 더블드 폰(Doubled pawns)

- 더블드 룩(Doubled rooks)

- 드로우(Draw)

- 드로잉 라인(Drawing line)

- 드레위시(Drawish)

- 드로우 오즈(Draw odds)

- 드로잉 웨폰(Drawing weapon)

- 더퍼(Duffer)

- 다이너미즘(Dynamism)

## 라
- 랭킹 비숍(Raking bishops)

- 룩(Rook)

- 랭크(Rank)

- 리사인(Resign)

- 래피드 체스(Rapid chess)

- 리퓨트(Refute)

- 릴레이티드 스퀘어(Related squares)

- 릴레이티브 핀(Relative pin)

- 리저브 템포(Reserve tempo)

- 로맨틱 체스(Romantic chess)

- 룩 리프트(Rook lift)

- 룩 폰(Rook pawn)

룩 파일에 위치한 폰
- 라운드-로빈 토너먼트(Round-robin tournament)

- 로열 포크(Royal fork)

- 로열 피스(Royal pieces)

- 로스 오프 체스(Laws of Chess)

- 라이트닝 체스(Lightning chess)

- 라이트 스퀘어(Light squares)

- 라이트-스퀘어 비숍(Light-square bishop)

- 라인(Line)

- 리퀴데이션(Liquidation)

- 롱 다이애거널(Long diagonal)

- 롱-레인지 피스(Long-range piece)

- 로스(Loss)

- 루세나 포지션(Lucena position)

- 루프트(Luft)

## 마
- 메이트(Mate)

체크메이트
- 미들게임

중반부를 말한다.
- 메인 라인(Main line)

- 메이저 피스(Major piece)

- 메이저리티(Majority)

- 맨(Man)

- Maróczy Bind(Maróczy Bind)

- 매치(Match)

- 메테리얼(Material)

- 매이팅 어택(Mating attack)

- 미니어처(Miniature)

- 마이너 익스체인지(Minor exchange)

- 마이너 피스(Minor piece)

- 마이너리티 어택(Minority attack)

- 모빌리티(Mobility)

- 모바일 폰 센터(Mobile pawn center)

- 무브(Move)

- 무브 오더(Move order)

- 미스티어리어스 룩 무브(Mysterious rook move)

## 바
- 배터리(Battery)

- 백 랭크(Back rank)

- 백-랭크 메이트(Back-rank mate)

상대방의 마지막 행을 이용한 체크메이트 패턴이다.
- 백-랭크 위크니스(Back-rank weakness)

- 백워드 폰(Backward pawn)

- 베드 비숍(Bad bishop)

- Bind (Bind)

- 비숍(Bishop)

- 비숍 온 오포사이트 컬러스(Bishops on opposite colors)

- 비숍 페어(Bishop pair)

- 비숍 폰(Bishop pawn)

- 블랙(Black)

- 블라인드폴드 체스(Blindfold chess)

- 블리츠 체스(Blitz chess)

- 블라케이드(Blockade)

- 블런더(Blunder)

- 보드(Board )

체스보드,체스판때기
- 보덴의 메이트(Boden's Mate)

보덴의 메이트
- 북 드로우(Book draw)

- 북 무브(Book move)

- 북 윈(Book win)

- 브레이크(Break)

- 브레이크스루(Breakthrough)

- 브레비티(Brevity)

- 브릴리앤시(Brilliancy)

- 브릴리앤시 프라이즈(Brilliancy prize)

- 브론슈타인 딜레이(Bronstein delay)

- 버그하우스 체스(Bughouse chess)

- 블릿트 체스(Bullet chess)

- 버스트(Bust)

- 바이(Bye)

## 사
- 스큐어(Skewer)

- 스테일메이트(Stalemate)

- 스윈들(Swindle)

- 세크(Sac)

세크리파이스(Sacrifice)
- 세크리파이스

- 샌스 부아(Sans voir)

(from the French) See Blindfold chess.
- 스칼러스 메이트(Scholar's mate)

- 스코어(Score)

- 스코어 시트(Score sheet)

- 씰드 무브(Sealed move)

봉수(封手)
- 세컨드(Second)

- 시소(Seesaw)

윈드밀
- 세미-오픈 게임(Semi-Open Game)

- 세미-클로즈드 게임(Semi-Closed Game)

- 섐 세크리파이스(Sham sacrifice)

- 샤프(Sharp)

- 심플리피케이션(Simplification)

- 씨멀테이니어스 체스(Simultaneous chess)

다면기
- 스키틀즈(Skittles)

- 스모더드 메이트(Smothered mate)

- 솔리드(Solid)

- 사운드(Sound)

- 스페이스(Space)

- 스패니시 비숍(Spanish bishop)

- 스파이트 체크(Spite check)

- 스퀴즈(Squeeze)

- 스톤턴 체스 셋(Staunton chess set)

- 스템 게임(Stem game)

- 스트레티지(Strategy)

전략
- 스트렝쓰(Strength)

- 스트롱포인트(Strongpoint)

- 서든 데스(Sudden death)

- 스위스 토너먼트(Swiss tournament)

- 시메트리(Symmetry )

## 이
- 이씨에프(ECF)

English Chess Federation
- 이씨오(ECO)

체스 오프닝 백과사전
- 에지(Edge)

- 엘로 레이팅 시스템(Elo rating system )

- 엔드게임(Endgame)

- 엔드게임 테이블베이스(Endgame tablebase)

- 오프닝

- 아티피셜 캐슬링

- 앙파상(En passant)

- 윈드밀

- 언더마이닝

- 오픈 파일

- 오버로딩

- 어포지션

- 언더 프로모션

- 엔프라이즈(En prise)

- 에펄레트 메이트(Epaulette mate)

- 익스텐디드 포지션 디스크립션(Extended Position Description (EPD))

- 이퀄라이즈(Equalise/Equalize)

- 플라이트 스퀘어(Flight square)

- 익스체인지(Exchange)

- 익스체인지 바리에이션(Exchange variation)

- 익스비션(Exhibition )

- 익스펜디드 센터(Expanded centre)

## 자
- J'adoube (터치-무브 룰)

## 차
- 체크
- 체크메이트
- 체스보드
- 체스 테이블
- 체스 엔진
- 체스 오프닝 백과사전(ECO)

## 카
- 퀸
- 킹
- 크로스 체크
- 키 스퀘어
- 킹 워크
- 카로-칸 디펜스
- 카운터플레이
- 킹 and 폰 vs 킹 엔드게임
- 키비츠 - Kibitz, Kibitzer

## 타
- 터치-무브 룰
- 트랜스포지션
- 트라이앵귤레이션 (체스)

## 파
- 핀
- 팻저(patzer)
체스를 못하는 사람을 말한다.
- 폰
- 프로모션
- 폰 스톰
- 폰 스트럭쳐
- 포크
- 퍼스트-무브 어드밴티지
- 퍼페추얼 체크
- 풀스 메이트
- 프렌치 디펜스
- 포트리스
- 피앙케토

나이트 폰을 전진시키고 비숍을 나이트 파일의 2번째 칸으로 디벨롭하는 것을 말한다.
- 피프티-무브 룰
- 파일
- 피스